# Theodor Odinga
Theodor Odinga (* 1. November 1866 in Bremerhaven; † 29. März 1931 in Küsnacht), heimatberechtigt in Uster und Horgen, war ein deutscher, später Schweizer Unternehmer und liberaler Wirtschaftspolitiker.

## Leben

### Familie
Theodor Odinga war der Sohn des Predigers und Missionars Heinrich Odinga und dessen Ehefrau Bertha (geb. Schulthess).
Er heiratete in erster Ehe Anna Carolina, die Tochter des Bauunternehmers Heinrich Brändli († 1893); in zweiter Ehe war er mit Maria Margarita, der Tochter von Bernhard Wälchli, verheiratet. Er hatte mehrere Kinder.
In Horgen erfolgte seine Einbürgerung.
Theodor Odinga wurde in Küsnacht beigesetzt.

### Werdegang
Nachdem Theodor Odinga die Lateinschule in Pirmasens und das Gymnasium (siehe Robert-Mayer-Gymnasium Heilbronn) in Heilbronn sowie in Bremen ein Gymnasium besucht hatte, erhielt er seine Matura 1885 in Zürich.
Er immatrikulierte sich 1885 an der Universität Zürich zu einem Studium der Germanistik und Literatur und setzte das Studium später an der Universität Berlin fort; am 22. Dezember 1888 promovierte er mit seiner Dissertation Das deutsche Kirchenlied der Schweiz im Reformationszeitalter an der Universität Zürich zum Dr. phil.
Nach Beendigung des Studiums war er anfangs als Privatlehrer tätig, bevor er Rektor der Mädchenbezirksschule in Aarau wurde; 1896 trat er von seinem Amt zurück.
Er war seit 1890 als Privatdozent für deutsche Literaturgeschichte am Eidgenössischen Polytechnikum (siehe ETH Zürich) in Zürich tätig.
Seit 1893 war er Miteigentümer der Firma Brändli & Cie. seines Schwiegervaters in Käpfnach-Horgen, die später in Asphaltfabrik Gysel & Odinga umbenannt wurde. Während des Ersten Weltkriegs wurde, aufgrund des Geschäfts mit Dachpappe, von morgens 6 Uhr bis abends 22.30 Uhr in zwei Schichten gearbeitet.
1889 wurde er zum Leutnant in der Infanterie und 1898 zum Hauptmann im Generalstab befördert. 1904 erfolgte dann seine Versetzung vom Schützenbataillon 6 in die Landwehr, weil ihm eine Mitschuld am Tod eines Soldaten während eines Manövers zugesprochen wurde.
1909 wurde Theodor Odinga zum Major befördert und 1920 aus der Wehrpflicht entlassen.
1924 gehörte er dem Verwaltungsrat der neu gegründeten Delva AG in Zürich an und 1929 wurde er Mitglied des Verwaltungsrats der neu gegründeten Basaltstein AG Buchs St. Gallen, deren Vizepräsident er war.
Weiterhin war er im Verwaltungsrat der Elektrizitätswerke des Kantons Zürich.
Theodor Odinga war Mitglied der Historischen Gesellschaft und der Schweizerischen Gesellschaft für Volkskunde.

### Politisches und gesellschaftliches Wirken
Theodor Odinga war überwiegend in der schweizerischen Handels- und Gewerbepolitik tätig.
Er war von 1897 bis 1907 Mitglied der Sekundarschulpflege und übte in dieser Zeit für zwei Amtsperioden das Amt des Präsidenten aus; von 1904 bis 1907 war er Mitglied der Bezirksschulpflege Horgen.
Von 1907 bis 1913 war Theodor Odinga als Mitglied der Freisinnig-Demokratischen Partei Gemeinderat und in dieser Zeit Vize- und Gemeindepräsident in Horgen. 1908 wurde er in den Zürcher Kantonsrat gewählt, dessen Vizepräsident er von 1914 bis 1915 und Präsident er von 1915 bis 1916 war, bevor er 1926 von seinem Amt zurücktrat; 1909 war er Mitglied der Kommission für die Prüfung des Rechenschaftsberichts des Regierungsrates und 1917 Mitglied der Kommission zur Prüfung der Staatsrechnung.
Vom 3. Juni 1912 bis zu seinem Tod war er im Nationalrat in der radikal-demokratischen Fraktion; ihm folgte Otto Pfleghard (1869–1958) in den Nationalrat.
Theodor Odinga war von 1901 bis 1913 Präsident des Handwerks- und Gewerbevereins in Horgen.
Er unterstützte 1914 einen Aufruf zur Gründung eines Schweizerischen Exportverbandes.
1916 war er Präsident des Verbands schweizerischer Dachpappen-Fabrikanten.
Er war im Nationalrat, als Nachfolger von Alfred Frey, Präsident der Zolltarifkommission, die einen neuen Generalzolltarif schuf, sowie der Eidgenössischen Fabrikkommission, aus der er 1931 zurücktrat, und von 1917 bis 1931 Präsident des 1844 gegründeten Zürcher Gewerbeverbands. Als Mitglied des Zentralvorstands und Sachverständiger gehörte er auch der Direktion des Schweizerischen Gewerbeverbands an.
1927 war er als Mitglied der Handelsvertragsdelegation, die mit Jugoslawien über ein Handelsabkommen verhandelte; im selben Jahr war er Mitglied der Kommission, die die Verhandlungen zu einem Handelsvertrag mit Frankreich vorbereiten sollte.
Theodor Odinga war Präsident des Verbands der Verkehrsvereine am Zürichsee und Umgebung.
Er war auch in der Aufsichtskommission der Schweizerischen Zentrale für Handelsförderung und im Kreiseisenbahnrat III der Schweizerischen Bundesbahnen.
Ihn verband eine persönliche Freundschaft mit dem Politiker Heinrich-Julius Weisflog (1872–1939).

## Schriften (Auswahl)
- Eine junge Dichterin. In: Haus und Herd 14. 1886. S. 153–156 (Digitalisat).
- Ein Lied von dem Tod und einem jungen Mann. In: Vierteljahrschrift für Litteraturgeschichte, 4. Band. 1888. S. 152–155 (Digitalisat).
- Hermann Kirchners Coriolanos. In: Vierteljahrschrift für Litteraturgeschichte, 4. Band. 1888. S. 566–578 (Digitalisat).
- Das deutsche Kirchenlied der Schweiz im Reformationszeitalter. Frauenfeld 1889 (Digitalisat).
- Drei Lieder aus der Reformationszeit. In: Neue Zürcher Zeitung vom 22. Juni 1890. S. 6 (Digitalisat).
- Der reiche Mann und der arme Lazarus und Fünferlei Betrachtnisse, die den Menschen zur Buße reizen. In: Schweizerische Schauspiele des 16. Jahrhunderts. Zürich, 1890. S. 3–14 (Digitalisat)
- Ein unbekanntes Zürcher Gesangbuch. In: Monatshefte für Musik-Geschichte, Nr. 12. 1890. S. 213–214 (Digitalisat).
- Bendicht Gletting, ein Berner Volksdichter des 16. Jahrhunderts. Bern, 1891.
- Zwei offizielle Festschriften zur Bundesfeier. In: Neue Zürcher Zeitung vom 17. August 1891. S. 1–2 (Digitalisat).
- Zwei offizielle Festschriften zur Bundesfeier (II.). In: Neue Zürcher Zeitung vom 18. August 1891. S. 1–2 (Digitalisat).
- Zwei offizielle Festschriften zur Bundesfeier (Schluß). In: Neue Zürcher Zeitung vom 19. August 1891. S. 1–2 (Digitalisat).
- Hans Rudolf Manuel; Theodor Odinga (Hrsg.): Das Weinspiel. Fastnachtsspiel 1548. Halle/Saale: Niemeyer, 1892 (Digitalisat).
- Neuerungen auf dem Gebiet des schweizerischen Submissionswesens (I.). In: Tagblatt der Stadt Thun vom 25. Oktober 1920. S. 1 (Digitalisat).
- Neuerungen auf dem Gebiet des schweizerischen Submissionswesens (II.). In: Tagblatt der Stadt Thun vom 26. Oktober 1920. S. 1 (Digitalisat).
- Gewerbliche Lebensfragen (I.). In: Neue Zürcher Zeitung vom 26. November 1920. S. 1 (Digitalisat).
- Gewerbliche Lebensfragen (II.). In: Neue Zürcher Zeitung vom 27. November 1920. S. 5 (Digitalisat).
- Gewerbliche Lebensfragen (III.). In: Neue Zürcher Zeitung vom 30. November 1920. S. 5 (Digitalisat).
- Gewerbliche Lebensfragen (Schluß). In: Neue Zürcher Zeitung vom 1. Dezember 1920. S. 5 (Digitalisat).
- Erziehung zu politischer Reife. In: Neue Zürcher Zeitung vom 14. März 1923. S. 1 (Digitalisat).
- Erziehung zu politischer Reife (II.). In: Neue Zürcher Zeitung vom 15. März 1923. S. 1 (Digitalisat).
- Die Zoll-Initiative. 1923.
- Bundesgesetz über das Zollwesen. Zürich: Polygraphischer Verlag, 1926.
- Gewerbliche Tagesfragen im Lichte neuerer schweizerischer Literatur (I.). In: Neue Zürcher Zeitung vom 16. März 1927. S. 5 (Digitalisat).
- Gewerbliche Tagesfragen im Lichte neuerer schweizerischer Literatur (II.). In: Neue Zürcher Zeitung vom 17. März 1927. S. 5 (Digitalisat).
- Gewerbliche Tagesfragen im Lichte neuerer schweizerischer Literatur (III.). In: Neue Zürcher Zeitung vom 17. März 1927. S. 5 (Digitalisat).